# Herkulan Oberrauch
Pour les articles homonymes, voir Oberrauch.
Herkulan Oberrauch, nom en religion d'Anton Nicolaus Oberrauch (né le 5 décembre 1728 à Sarentino, mort le 22 octobre 1808 à Schwaz) est un théologien catholique autrichien.

## Biographie
Anton Nicolaus Oberrauch a des parents catholiques. Le père, un agriculteur riche et instruit, s'occupe de son éducation, et le garçon, curieux, décide de devenir membre du clergé plus tard. À Wengen, un ecclésiastique lui enseigne la religion, l'arithmétique, l'écriture et le latin. En 1740, il va au gymnasium d'Innsbruck.
À la fin de ses études philosophiques, Oberrauch défend publiquement sa thèse et obtient le magistère. Il réussit également son examen de candidat en théologie à Innsbruck en 1750. Il est ensuite accepté dans l'ordre franciscain à Kaltern, se rebaptise Herkulan et prononce les vœux religieux. Il poursuit ses études philosophiques à Bozen en 1751, conformément aux règles du monastère.
Le 23 octobre 1753, Oberrauch est ordonné prêtre et commence à étudier la théologie. En 1756, il termine ces études et passe une autre année à étudier le droit canon. L'année suivante, il devient un répétiteur théologique après avoir défendu de nombreuses œuvres de l'histoire de l'Église. Il est directeur des conférences hebdomadaires du monastère sur la morale et la casuistique en 1759.
En 1760, Oberrauch va à Füssen comme professeur de philosophie, et deux ans plus tard à Bozen. Il tient un disputatio en 1763 chez les Dominicains puis est lecteur de droit canon à Hall en Tyrol. Avant d'occuper ce poste, il se penche davantage sur les droits naturel et constitutionnel. En 1765, il travaille comme professeur de droit canonique au couvent franciscain d'Innsbruck (de).
Oberrauch est nommé professeur de théologie morale à l'université d'Innsbruck en 1766. Il abandonne ses fonctions en 1782. Il vit plus tard dans le couvent franciscain de Schwaz (de).
Dans la vieillesse, Oberrauch n'abandonne ses activités de réflexion. En février 1808, son état de santé atteint un point critique, le 9 février, il est si malade qu'on craint sa mort immédiate. Néanmoins, il récupère quelque peu au début et peut à nouveau tenir des messes dans sa chambre vers la fin du mois de mars et quitter brièvement l'hôpital. Néanmoins, il meurt le 22 octobre de cette année au couvent franciscain de Schwaz à l'âge de 79 ans. Il y est enterré à sa demande.

## Œuvres
En tant que professeur à Innsbruck, Oberrauch enseigne la théologie morale. Il l'enseigne de manière approfondie, compréhensible et systématique. Il écrit un manuel. La première partie paraît en 1774, les trois autres sont publiées en 1775. De 1776 à 1784, Oberrauch écrit six mémoires sur ce sujet, avec lesquels sa théologie morale peut être considérée comme complète. L'une de ces dissertations s'appelle Institutiones justitiae christianae sive theologia moralis, dans laquelle il estime que la cause et le but ultimes de toutes choses est Dieu.
Oberrauch lit les œuvres d'Augustin d'Hippone et y trouve des explications sur des problèmes moraux difficiles. Il est d'avis qu'il n'y avait pas de plus grand père de l'Église qu'Augustin.
Il demande à ses auditeurs de ne pas simplement croire ce qu'il dit, mais de réfléchir afin qu'ils puissent décider eux-mêmes si les paroles de l'enseignant sont correctes ou non. Si quelqu'un lui apporte des doutes fondés sur ses enseignements, il n'hésite pas à se reprendre publiquement.
Son système théologique moral, cependant, est également accusé d'être sans fondement, confus et illogique et ne pas représenter une bonne connaissance de la philosophie morale et du droit naturel. En 1775, Oberrauch critique le devoir de chasteté dans son ouvrage Vindiciae moralis theologiae suae contra Recensentem Freiburg. Son ouvrage majeur Institutiones justitiae christianae sive theologia moralis est mis à l’Index librorum prohibitorum en 1796. Plusieurs évêques expriment leur étonnement général face à cette interdiction à Rome ; ils reçoivent l'étrange réponse du cardinal Stefano Borgia : l'interdiction est faite au motif que les phrases critiquées ne seraient pas toujours interprétées par tous au sens catholique. Lorsque l'interdiction est annoncée, l'impression d'une deuxième édition venait de commencer à Bamberg avec l'approbation de l'évêque Christoph Franz von Buseck ; cette deuxième édition ne sera pas interdite.
Oberrauch constate également que de plus en plus d'indifférentisme et de scepticisme se répandent. Il critique le fait qu'il n'y avait aucun ouvrage dans lequel les fondements et les principes de la religion catholique étaient présentés. À cette occasion, il écrit Theon und Amyntas – Gespräche über Religion und Gerechtigkeit, qui est publié à Innsbruck en quatre volumes de 1786 à 1788.
Oberrauch s'oppose à la philosophie de Kant, dans son ouvrage Das Allerwichtigste und einzig Nothwendige. Il traite des philosophes de son temps et explique pourquoi la philosophie kantienne a une mauvaise influence sur la moralité humaine. À peu près à cette époque, il cède lentement et souhaite ne pas entendre la discussion avec les critiques. Il continue à agir selon sa conscience et demande à ses amis de ne défendre que la vérité et non lui ou ses enseignements.
Malgré les critiques, Oberrauch est très apprécié, en particulier à Innsbruck par des personnalités religieuses et laïques dont il est parfois le confesseur. En 1781, l'archiduchesse d'Autriche Marie-Élisabeth de Habsbourg-Lorraine, qui avait déménagé à Innsbruck, le choisit comme son confesseur. Oberrauch n'accepte d'elle pas plus de 200 florins, car il est payé avec cette somme pour tenir la messe dans la chapelle de la cour. Il reçoit ainsi 400 florins qu'il distribue le plus souvent comme les cadeaux. Il est également apprécié par de nombreux ecclésiastiques, de sorte que le 23 octobre 1803, de nombreux dirigeants du clergé sont présents à Telfs pour son jubilé de prêtre.